# Huff (Texas)
Pour les articles homonymes, voir Huff (homonymie).
Huff, également appelée Hufftown puis Huff Community, est une ville fantôme située au nord-est du comté d'Archer, dans le Texas du Nord, aux États-Unis,. Elle est fondée en 1908, en bordure de la voie ferrée du Wichita Falls and Southern Railroad. Elle était située en bordure du lac Creek, à 13 km au sud de Lakeside City, juste à l'est de l'autoroute Texas State Highway 79 (en).